# Georges Boco
Dieudonné Georges Boco, né le 17 mai 1963 à Cotonou, est un ancien boxeur béninois.

## Biographie

### Carrière
Boco fait partie de la délégation de trois boxeurs de son pays aux Jeux olympiques d'été de 1984. Il participe dans la catégorie des poids welters et, après un laissez-passer au premier tour, il perd son combat au deuxième Luciano Bruno, qui devient médaillé de bronze d'Italie,,. 
La base de données BoxRec répertorie également 20 combats professionnels pour la période de septembre 1987 à avril 2011, dont il a remporté douze. En 1995 et 1996, il est également deux fois champion de l'Union africaine de boxe dans la catégorie des poids moyens.